# 228 Agathe
Agathe (định danh hành tinh vi hình: 228 Agathe) là một tiểu hành tinh có đường kính khoảng 9 km ở vành đai chính. Ngày 19 tháng 8 năm 1882, nhà thiên văn học người Áo Johann Palisa phát hiện tiểu hành tinh Agathe khi ông thực hiện quan sát ở Đài quan sát Vienna, Áo và đặt tên nó theo Agathe, con gái của nhà thiên văn học người Áo Theodor von Oppolzer, giáo sư thiên văn học ở Vienna.